# Lophosoria quadripinnata
Lophosoria quadripinnata là một loài dương xỉ trong họ Dicksoniaceae. Loài này được J.F. Gmel. C. Chr. mô tả khoa học đầu tiên năm 1920.

## Hình ảnh

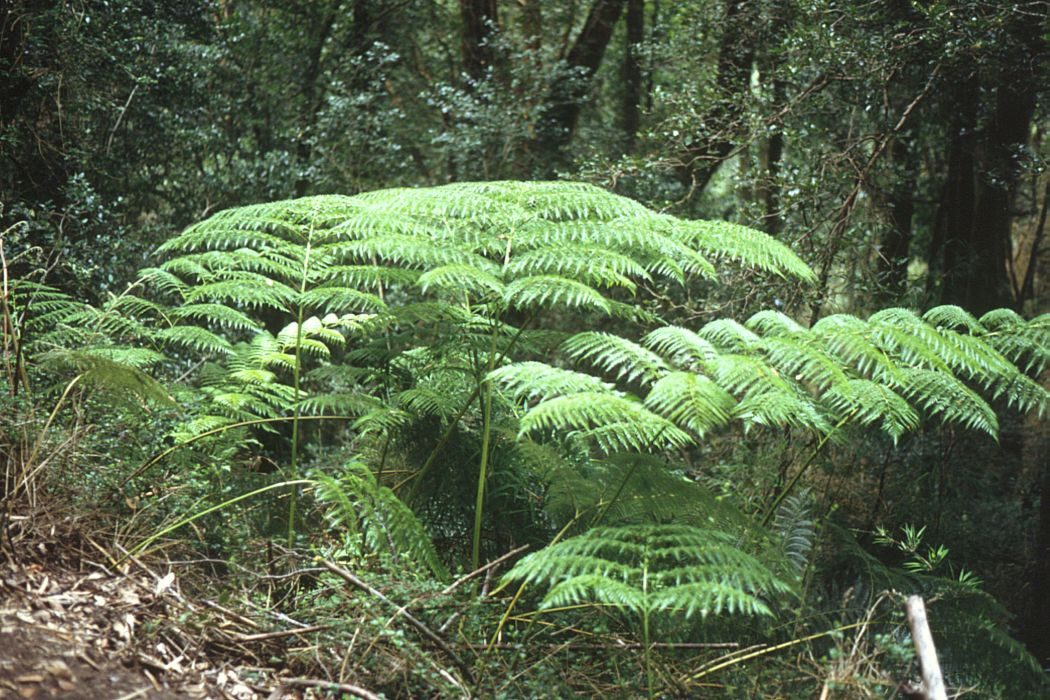
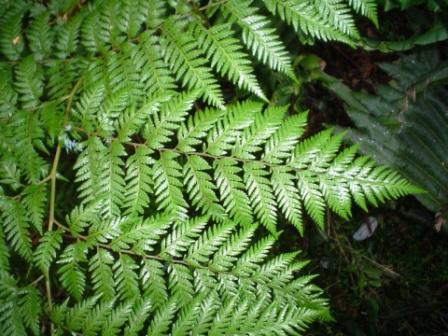
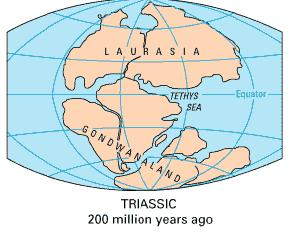

- Tập tin:Lophosoria quadripinnata in Jardin des plantes Paris.jpg